# Можейко, Владимир Михайлович
Влади́мир Миха́йлович Може́йко (1870—1905) — подполковник генерального штаба Русской Императорской армии, участник русско-японской войны.

## Биография
Владимир Можейко родился в 1870 году. Воспитывался в Орловском Бахтина кадетском корпусе и Николаевском инженерном училище.
В 1892 году он был произведён в подпоручики в 7-й сапёрный батальон; в 1898 году окончил курс Николаевской академии генерального штаба и был зачислен в Главный штаб, после чего служил при штабе в Варшавском военном округе, в Киевском военном округе и был преподавателем военных наук в Оренбургском казачьем училище (1902—1904). 
С самого начала русско-японской войны В. М. Можейко рвался на театр военных действий, куда его звала «совесть военного и русского человека». Прибыв в Маньчжурию после боев на Шахе (21 октября), Можейко был назначен в штаб 1-й армии и сразу же зарекомендовал себя «отличным офицером генерального штаба» и «храбрым солдатом», причём в ноябре ему особенно много пришлось потрудиться при многочисленных съёмках позиций и транспортных путей. 
Состоя затем (с 12 декабря) в отряде генерала П. К. Ренненкампфа, Можейко выказал незаурядную храбрость при рекогносцировке генерала Г. П. Любавина к перевалу Ванзылин, (22—24 декабря), а 12 января 1905 года командовал авангардом отряда генерала Э. В. Экка при усиленной рекогносцировке от Фудьялара на юг к Дзянчану и своими энергичными действиями выбил японцев со всех передовых позиций.
По прибытии в Мадзядань Можейко был назначен в помощь начальнику арьергарда Черноярского пехотного полка полковнику Полянскому и с ним в течение трёх суток (14—16 февраля) выдержал ряд ожесточённых японских штыковых атак. В ночь на 17 февраля 1905 года Владимир Михайлович  Можейко, находившийся в передовом окопе, был сперва ранен в грудь пулей, а затем убит шрапнельным осколком, попавшим в висок. 
Генерал-квартирмейстер 1-й Маньчжурской армии генерал В. А. Орановский, узнав о смерти Можейко, писал, что тот «дал пример истинного понимания дела и долга службы», и «имя его занесётся на самые почётные страницы истории нашего генерального штаба». 
После Можейко остался дневник, в котором очень многие места оказались написанными неизвестным шифром. И письма, и дневник представляют крайне интересный материал для неофициальной истории русско-японской войны 1904—1905 гг. Отрывки из дневника Можейко были напечатаны в «Военном голосе».